# أنتوني لوتاليك

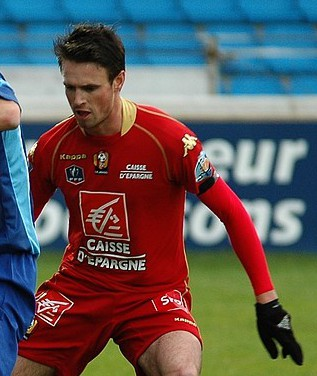

أنتوني لوتاليك (بالفرنسية: Anthony Le Tallec)‏ (مواليد 3 أكتوبر 1984 في هينبونت - فرنسا) لاعب كرة قدم فرنسي يلعب حاليا لصالح نادي الدرجة الأولى لومان الفرنسي منذ 2008 في مركز المهاجم . .

## روابط خارجية
- أنتوني لوتاليك على موقع IMDb (الإنجليزية)
- أنتوني لوتاليك على موقع الاتحاد الدولي (مؤرشف)  (الإنجليزية)
- أنتوني لوتاليك على موقع الاتحاد الأوربي (الإنجليزية)
- أنتوني لوتاليك على موقع رابطة كرة القدم الفرنسية للمحترفين (الإنجليزية)
- أنتوني لوتاليك على موقع إي إس بي إن إف سي (الإنجليزية)
- أنتوني لوتاليك على موقع قاعدة بيانات كرة القدم.إي يو (الإنجليزية)
- أنتوني لوتاليك على موقع ليكيب (الفرنسية)
- أنتوني لوتاليك على موقع Soccerbase.com (لاعب) (الإنجليزية)
- أنتوني لوتاليك على موقع Soccerway.com (الإنجليزية)
- أنتوني لوتاليك على موقع عالم كرة القدم.نت (الإنجليزية)
- أنتوني لوتاليك على موقع كووورة